# Феофилакт Болгарский
Феофила́кт Болга́рский (болг. Теофилакт Български, Феофилакт Охридский (греч. Θεοφύλακτος Αχρίδος, греч. Θεοφύλακτος¨Ηφαιστος) — архиепископ Охрида в византийской провинции Болгарии (ныне Республика Северная Македония), крупный византийский писатель и богослов, толкователь Священного Писания. Жил во второй половине XI века — начале XII века.
Блаженный Феофилакт прославлен в лике святых Элладской и Сербской поместными Церквями, а также Православной Церковью Америки, Русской Православной Церковью За Рубежом. Память архиепископа Охридского Феофилакта —  31 декабря (13 января).
Феофилакт часто называется «блаженным». Однако греческие и славянские авторы и издатели называют его святителем и приравнивают к Отцам Церкви.

## Биография
О биографии Феофилакта известно мало. Родился между 1050 и 1060 годами в городе Халкисе на острове Эвбея.
Феофилакт получил сан диакона в соборе Святой Софии в Константинополе и сделался близким ко двору императора Михаила VII Парапинака (1071—1081). Возможно, уже после смерти Михаила Феофилакт был назначен воспитателем его сына царевича Константина Дуки, оставшегося 4-летним сиротой с матерью, императрицей Марией, покровительницей Феофилакта, по побуждению которой были написаны лучшие его вещи.
Однако расцвет литературной деятельности Феофилакта, его назначение архиепископом Охрида в Болгарию, переписка из Болгарии со многими выдающимися лицами относятся ко времени царствования Алексея Комнина (1081—1118). Удаление Феофилакта из столицы, куда он напрасно рвался, вероятно, стоит в связи с опалой семейства императора Михаила.
Неизвестно, сколько времени Феофилакт оставался в Болгарии и когда он умер. Некоторые письма его относятся к началу XII века. Ещё оставаясь при дворе императрицы Марии, но не ранее 1088—1089 года Феофилакт написал «Царское наставление» своему ученику царевичу Константину — оригинальное произведение с литературными достоинствами. В 1092 году он написал напыщенный панегирик императору Алексею Комнину.

## Творения

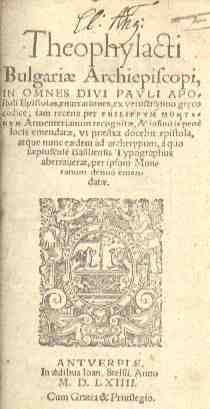
Толкование посланий апостола Павла (Антверпен, 1564 год)

Наиболее ценным для истории памятником литературной деятельности Феофилакта является его переписка. Сохранилось 137 писем его к высшим духовным и светским лицам империи. Письма эти полны жалоб на судьбу. Утончённый византиец поначалу относился с отвращением к своей славянской пастве, к варварам, «пахнувшим овчиной», но мало-помалу свыкся со своим положением в Болгарии, полюбил болгар за их простое, искреннее благочестие и, несмотря на противодействия, заботливо предался устроению своей церкви.
Известия о народных мятежах, предшествовавших образованию независимого второго болгарского царства, а также о проходивших армиях крестоносцев делают некоторые письма Феофилакта первоклассными историческими источниками. Такое же значение имеют данные об управлении империей и о многочисленных деятелях эпохи Алексея Комнина.
Вершиной же творческой деятельности Феофилакта являются толкования книг Ветхого и Нового Завета. Наиболее оригинальный труд его в этой области — комментарий на Евангелие, особенно святого Матфея, хотя автор и здесь основывается на разрозненных толкованиях Иоанна Златоуста на множество отдельных отрывков Священного писания. Им часто допускается аллегорическое истолкование текста, местами — умеренная полемика с ересями. Толкования на Деяния Апостолов и на послания большей частью почти буквально списаны с малоизвестных комментариев IX века и X века без указания источника. Он так же является автором полного жития святого Климента Охридского.
Важны полемическое сочинение его против латинян, написанное в примирительном духе, и слово о 15 мучениках, в Тивериуполе (Струмице) при Юлиане пострадавших.
В Patrologia Graeca труды Феофилакта занимают с 123-го по 126-й том.
Критическое издание писем Феофилакта подготовил Поль Готье — Theophylacte ďAchrida. Lettres / Intr., text, comm. et notes P. Gautier. Thessalonique, 1986. (CFHB; Vol. 16/2).